# Eustache de Flandre
Eustache de Flandre ou Eustache de Hainaut est membre de la Maison de Flandre, frère des empereurs latins de Constantinople, Baudouin Ier et Henri, et régent du royaume de Thessalonique de 1209 à 1216.

## Biographie
Eustache est fils cadet de Baudouin V, comte de Hainaut. Ses frères aînés, Baudouin Ier (règne de 1204 à 1205) et Henri (règne de 1205 à 16), participent à la quatrième croisade et deviennent les deux premiers empereurs de l'Empire latin de Constantinople.
Eustache lui-même ne participe probablement pas à la croisade, et n'apparaît parmi les hauts nobles de l'Empire latin qu'en 1206. Il fait manifestement partie de ces nobles originaires des Flandres et du nord de la France qui sont invités à venir s'installer dans l'Empire latin par ses frères. En 1208, il est envoyé à la tête d'une garnison dans les Rhodopes, appartenant au prince autonome Alexis Slave. En été 1209, Henri étouffe une révolte des barons lombards du royaume de Thessalonique, et fait passer le royaume sous son contrôle effectif en y nommant Eustache (accompagné de Berthold de Katzenelnbogen) comme vice-roi « de fait ». Le souverain grec d'Épire, Michel Ier Comnène Doukas, envoie, alors, des émissaires afin de proposer une alliance. Henri se méfie de la sincérité de Michael, mais envoie une ambassade en Épire avec ses conditions, qui consistent à ce que Michael se déclare lui-même vassal de l'Empire latin. Comme confirmation du pacte, Eustache épouse une fille de Michel et reçoit un tiers de terres de ce dernier comme dot.
Eustache est mentionné pour la dernière fois en avril 1217, comme assistant au couronnement du nouvel empereur latin, Pierre de Courtenay, ainsi que de sa sœur, Yolande de Hainaut. Eustache accompagne probablement Pierre dans sa marche terrestre vers l'Épire, est emmené en captivité à ses côtés par Théodore Ier Ange Doukas Comnène, et périt en captivité.